# Вежа Бабот
Вежа Бабот є залишком старих валів Монпельє в Еро — одна з 25-ти фортечних веж старого Монпельє, класифікованих як історичні пам'ятки. У XVIII сторіччі у вежі розташовувалась астрономічна обсерваторія Монпельє (вона ж Обсерваторія Бабот).

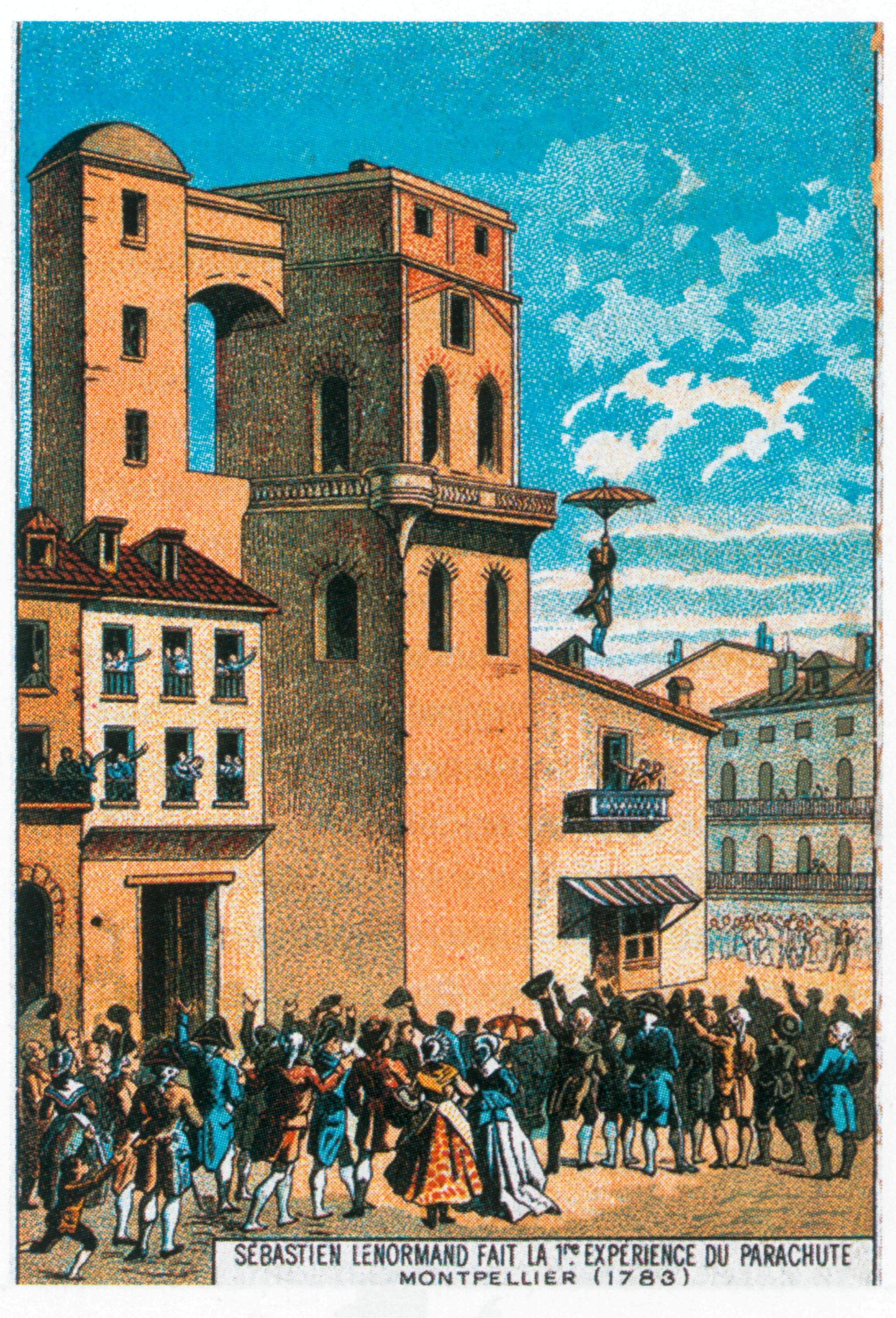
Легенда: «Себастьєн Ленорман робить перший досвід стрибка з парашутом — Монпельє (1783)» Ленорман не стрибнув з вершини обсерваторії, він зробив це з верхівки дерева (висота в один поверх), з якого кидалися лише тварини та гирі. Вершина вежі обсерваторії Монпельє.

Вежа Бабот є однією з 25-ти веж укріпленого корпусу або «загальна огорожа», яка захищала місто Монпельє наприкінці XII сторіча, початок XIII сторіччя. Вежа Бабот заввишки 26 метрів, і залишається одним з останніх рудиментів з Порту Бланкюрі (Porte de la Blanquerie), Порту Піла Святого Гелі (Porte du Pila Saint Gély) та Вежі Піна (Tour des Pins).
У 1739 році Королівська академія наук попросила дозволу на створення тут астрономічної обсерваторії Бабот, що було надано генеральним директором укріплень маршалом д'Асфельдом. Зведення вежі, від балюстради, датується цим періодом. Роботу закінчено в 1745 році. Ця обсерваторія діяла до 1793 року.
У грудні 1783 року фізик Луї-Себастьєн Ленорман експериментував зі своїм парашутом із різними тваринами та різноманітними вагами у формі серця з вершини вежі обсерваторії перед натовпом, у тому числі Жозефом Монгольф'є (свій перший експеримент він провів 26 листопада 1783 року, у вольєрі Кордельєрів, стрибаючи з морського вушка, тримаючи в руках дві парасольки радіусом тридцяти дюймів).
У 1832 році в вежі Бабот розмістився телеграф Шаппе. Наприкінці XIX століття, воно передано Голубиному товариству Еро, яке розміщувало там своїх голубів.
З 1902 по 1922 роки астрономи повернулися до вежі, щоб проводити спостереження. З 1981 року у вежі знаходиться штаб-квартира Федерації Популярної Аматорської Астрономії Півдня.
На першому поверсі вежі є склепінчасте приміщення 6.9 метрів. І під час встановлення телеграфу в там проживав директор.
В даний час вежа Бабот є домом для Шахового клубу Монпельє, клубу, який виник в результаті возз'єднання Монпельє-Ешек і Діагоналі дю Південної, а також Астрономічного Товариства Монпельє.

## Захист
Відтоді вся пам’ятка була віднесена до пам’яток історії з 4 серпня 1927 року .